# Aqua (satèl·lit)
El satèl·lit Aqua (EOS PM-1) és un aparell de recerca científica multinacional dirigit per la NASA que orbita el planeta Terra per estudiar la precipitació atmosfèrica, evaporació de l'aigua, i mesurar el cicle de l'aigua a tot el planeta. És el segon component del projecte EOS, que va ser precedit pel satèl·lit Terra (llançat el 1999) i que ha sigut seguit pel llançament del satèl·lit  Aura (llançat el 2004).
El seu nom és llatí "Aqua", aigua. Va ser llançat des de la Vandenberg Air Force Base el 4 de maig de 2002, a bord d'un coet Boeing Delta II. Aqua té una Òrbita polar heliosíncrona d'aproximadament 700 km d'altitud, on vola encapçalant una formació de satèl·lits anomenada A-Train (constel·lació de satèl·lits) amb altres satèl·lits artificials com ara el (satèl·lit  Aura, el CALIPSO, el CloudSat i el francès PARASOL).

## Característiques
Aqua porta sis instruments d'observació per a poder fer investigacions de les diferents formes de l'aigua a la superfície de la Terra i a l'atmosfera:
- AMSR-E — (Advanced Microwave Scanning Radiometer-EOS) — Mesura les propietats dels núvols, la temperatura superficial dels oceans, la velocitat del vent a prop de la superfície, i un cos negre mesura el flux de les aigües superficials, el gel i la neu. Fabricat per la National Space Development Agency (del Japó).
- MODIS — (Moderate Resolution Imaging Spectroradiometer), també mesura les propietats dels núvols i el flux d'energia radioactiva, a més de les propietats de les partícules d'aerosol; els canvis de la terra coberta i la seua ocupació, incendis, volcans,... (aquest instrument també està situat al Satèl·lit Terra).
- AMSU-A - (Advanced Microwave Sounding Unit) — Unitat avançada de sondeig de microones — mesura la temperatura atmosfèrica i el contingut de vapor d'aigua.
- AIRS — (Atmospheric Infrared Sounder) — Mesura la temperatura atmosfèrica i la humitat, a més de les temperatures superficials de la terra i els oceans.
- HSB — (Humidity Sounder for Brazil) — Equipament de mesura de freqüències VHF de la humitat atmosfèrica dissenyat per l'institut nacional d'afers espacials del Brasil (INPE). El sensor HSB està en mode de supervivència des del 2 de maig de 2003.
- CERES — (Clouds and the Earth's Radiant Energy System). Mesura amb els dos seus radiòmetres dos bandes ben diferents. Una des de l'espectre visible fins a la infraroja; i una altra la radiació ultraviolada.

El satèl·lit Aqua té un pes aproximat de 2,85 kg, i al moment del seu llançament uns 230 kg més pel sistema de propulsió. Les dimensions del satèl·lit plegat són de 2,68 m x 2,49 m x 6,49 m; totalment desplegat les seues dimensions són de 4,81 m x 16,70 m x 8,04 m.
L'òrbita, amb una inclinació de 98,14°, travessa l'equador cada dia cap a les 13:30 hora solar, donant el seu nom a la constel·lació (la "A" significa "tarda") i torna a creuar l'equador al costat nocturn de la Terra, cap a les 1:30 h.

## Vegeu també

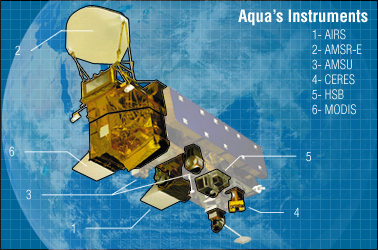
Instruments al satèl·lit Aqua (EOS PM-1).
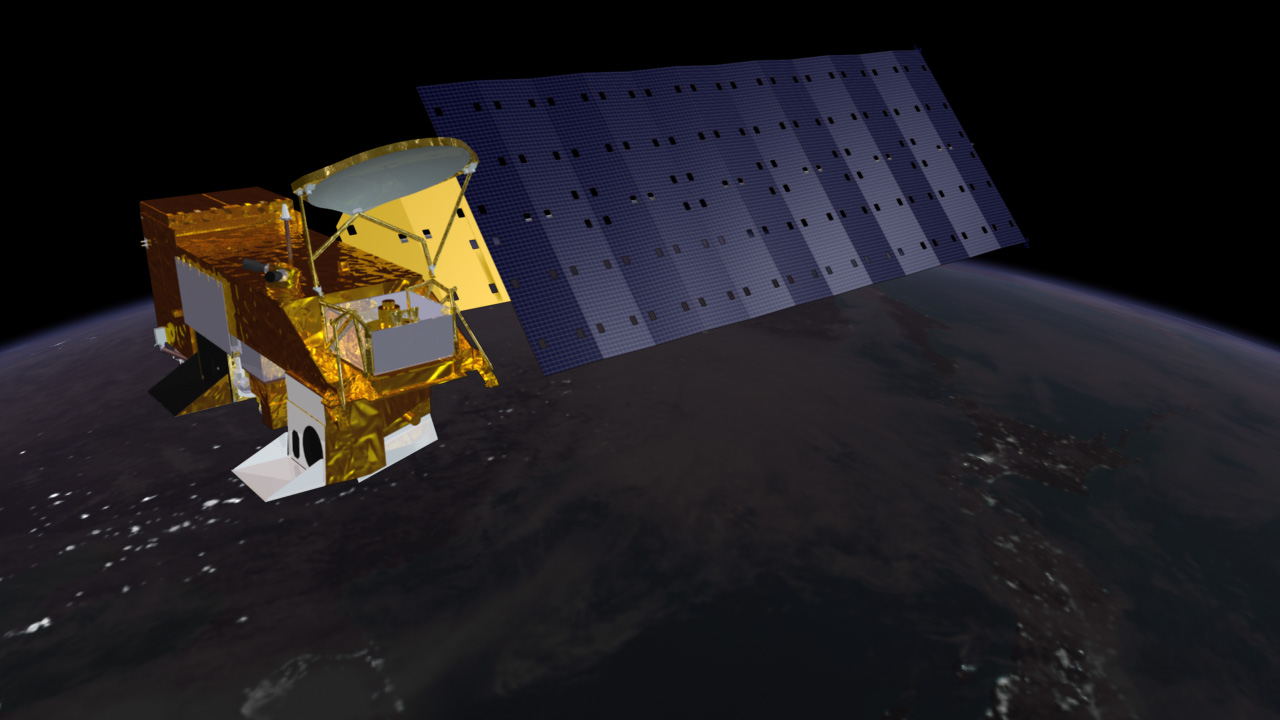
Vista general infogràfica del satèl·lit Aqua.
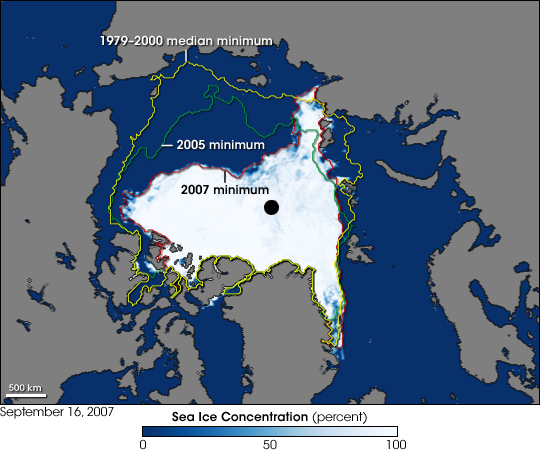
Imatge de l'evolució del gel àrtic feta a partir d'imatges obtingudes pel satèl·lit Aqua.